# Spectroscopie par photodissociation infrarouge

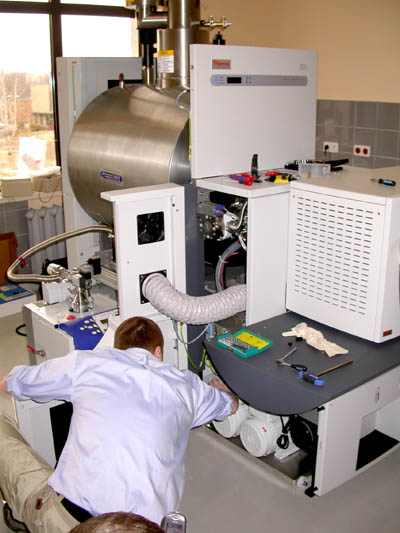
Spectromètre de masse à résonance cyclotromique ionique à piège ionique linéaire et transformée de Fourier (LTQ-FTICR), partiellement démonté.

La spectroscopie par photodissociation infrarouge (IRPD) est une spectroscopie utilisant le rayonnement infrarouge pour rompre les liaisons dans les molécules, souvent ioniques (photodissociation), dans un spectromètre de masse. En combinaison avec la post-ionisation, cette technique peut également être utilisée pour les espèces neutres. Il a été démontré que la spectroscopie IRPD utilise l'ionisation électronique, l'effet de couronne et l'ionisation par électronébuliseur pour obtenir des spectres de composés volatils et non volatils,. Les gaz ionisés piégés dans un spectromètre de masse peuvent être analysés sans la nécessité d'un solvant comme dans la spectroscopie infrarouge. 

## Histoire
Les scientifiques ont commencé à s’interroger sur l’énergie de la formation des amas au début du XIXe siècle. Le chimiste américain Henry Eyring développe la théorie du complexe activé décrivant la cinétique chimique des réactions. L'intérêt pour l'étude des interactions faibles des molécules et des ions dans les clusters (de van der Waals par exemple) a encouragé la spectroscopie en phase gazeuse. En 1962, l'américain D. H. Rank étudie les interactions faibles en phase gazeuse avec la spectroscopie par infrarouge traditionnelle. D. S. Bomse utilise l'IRPD avec un ICR pour étudier les composés isotopiques, en 1980 au California Institute of Technology. La spectroscopie des clusters à liaisons faibles était limitée par la faible concentration en clusters et la variété des états de clusters accessibles. Les états des clusters varient en partie en raison de collisions fréquentes avec d'autres espèces, pour réduire les collisions en phase gazeuse, l'IRPD forme des clusters dans des pièges à ions à basse pression (par exemple FT-ICR). L'azote et l'eau ont été l'un des premiers complexes étudiés à l'aide d'un spectromètre de masse par A. Good à l'Université de l'Alberta dans les années 1960,.

## Instrument

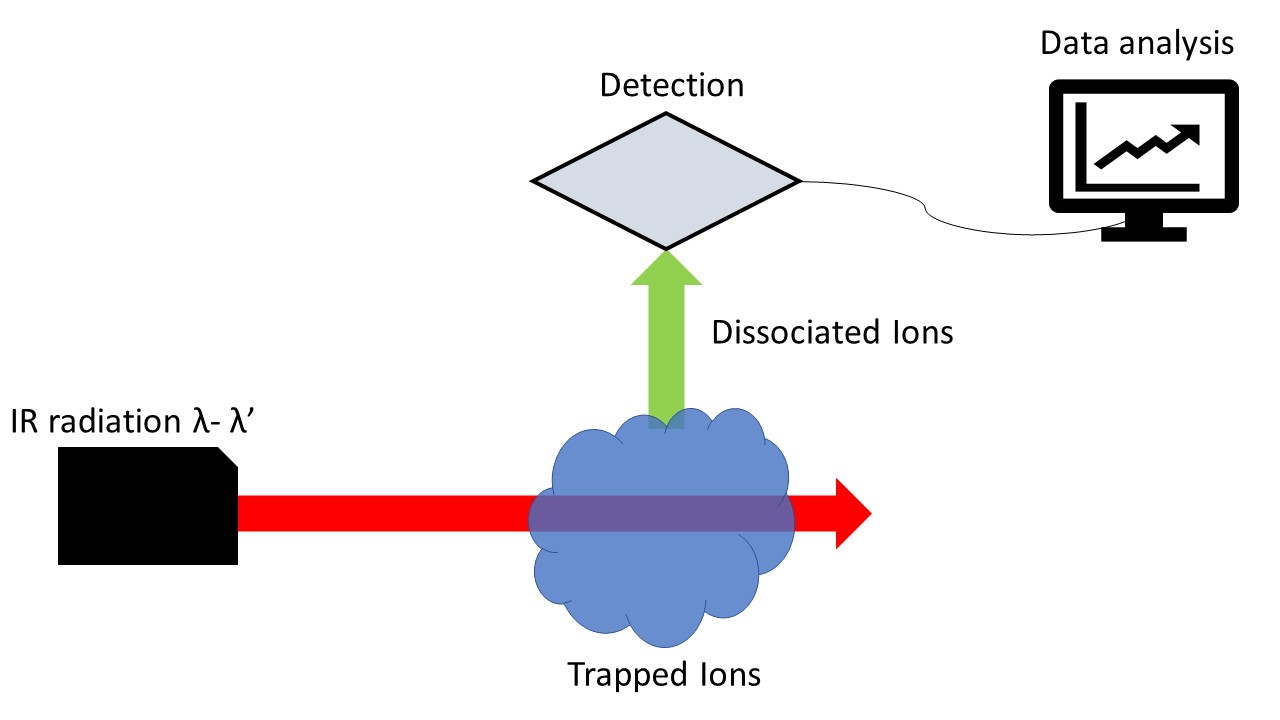
Schéma du spectromètre par photodissociation infrarouge

La photodissociation est utilisée pour détecter l'activité électromagnétique des ions, des composés et des clusters lorsque la spectroscopie ne peut pas être appliquée directement. De faibles concentrations d'analyte peuvent être un facteur inhibiteur de la spectroscopie, en particulier en phase gazeuse. Des spectromètres de masse, des spectromètres de masse à temps de vol et des spectromètres à résonance cyclotronique ionique ont été utilisés pour étudier les amas d'ions hydratés. Les instruments sont capables d’utiliser l’ionisation par électronébuliseur pour former efficacement des groupes d’ions hydratés. L’ablation laser et l'effet corona ont également été utilisées pour former des amas d’ions. Les complexes sont dirigés à travers un spectromètre de masse où ils sont irradiés avec une lumière infrarouge, un laser Nd-YAG. 

## Application
La spectroscopie de photodissociation infrarouge conserve une capacité puissante pour étudier les énergies de liaison des complexes de coordination. L'IRPD peut mesurer les différentes énergies de liaison des composés, y compris les liaisons datives et les énergies de coordination des clusters moléculaires,. Les informations structurelles sur les analytes peuvent être acquises en utilisant la sélectivité de masse et en interprétant la fragmentation. Les informations spectroscopiques ressemblent généralement à celles des spectres infrarouges linéaires et peuvent être utilisées pour obtenir des informations structurelles détaillées sur les espèces en phase gazeuse. Dans le cas de complexes métalliques, des informations sur la coordination des ligands, les activations de liaison et les réactions successives peuvent être obtenues. 